# Josep Carcassó
Josep Carcassó i Font (Barcelona, 1851 - 1921) fue un escultor español. 

## Biografía
Se conocen pocos detalles de su vida, ni siquiera su fecha de defunción, ya que al parecer murió en la indigencia. Se sabe que fue discípulo de los hermanos Vallmitjana (Agapito y Venancio), y que colaboró habitualmente con Rafael Atché. Celebró una primera exposición en 1872, y en 1888 recibió una mención honorífica en la Exposición Universal.
Entre sus obras, se conserva en el Museo Nacional de Arte de Cataluña una titulada Añoranza (1889). Intervino en el Monumento a Colón (1888), donde realizó la alegoría de Aragón, el medallón de la Marquesa de Moya y el modelo de los leones. En el parque de la Ciudadela ejecutó cuatro obras diseñadas por los hermanos Vallmitjana (1884): Comercio e Industria, de Agapito; y Agricultura y Marina, de Venancio.